# Kimberly Birrell
Kimberly Birrell (Düsseldorf, 29 aprile 1998) è una tennista australiana.

## Vita personale
Birrell è nata a Düsseldorf, in Germania, da genitori australiani. Suo padre, John, lavorava come istruttore di tennis nella terra tedesca fino alla sua nascita e subito dopo tutta la famiglia si è ricollocata a Wodonga, nello stato di Victoria. La famiglia si è poi trasferita a Gold Coast, nel Queensland, quando la Birrell aveva appena tre anni e suo padre assume il ruolo di capo coach nella Pat Cash's Tennis Academy. Ha iniziato a giocare a tennis all'età di quattro anni e ha cambiato base di allenamento nella Queens Park Tennis Centre nel 2008, quando suo padre ha iniziato a fare da manager nel club. Il Queens Park ha precedentemente allenato giocatori poi entrati nella top 20 del tennis mondiale quali Bernard Tomić e Samantha Stosur, stessi giocatori che si sono anche allenati con Kimberly durante le viste al club. Birrell ha frequentato la Coomera Anglican College durante i suoi anni scolastici e si è diplomata nel 2015.

## Carriera
Kimberly Birrell ha vinto 7 titoli in singolare e 2 titoli in doppio nel circuito ITF in carriera. Il 5 maggio 2025 ha raggiunto il best ranking in singolare raggiungendo la 60ª posizione mondiale, mentre il 9 settembre 2024 ha raggiunto la 162ª posizione in doppio.
Durante la sua carriera da junior, ha raggiunto la semifinale agli Australian Open 2014 - Singolare ragazze, dove si è resa protagonista dell'eliminazione di tre teste di serie, per poi uscire sconfitta dalla croata Jana Fett. Ha raggiunto la posizione numero 18 del ranking mondiale.
Ottiene il suo primo risultato di rilievo nel circuito maggiore all'Hobart International 2016, dove sconfigge al primo turno la numero 57 del mondo Danka Kovinić, prima di essere sconfitta da Dominika Cibulková racimolando appena un gioco. Nel doppio raggiunge la sua prima finale WTA della carriera in coppia con la connazionale Jarmila Wolfe, dove ne escono poi sconfitte contro la coppia formata da Han Xinyun e Christina McHale con il punteggio di 3-6, 0-6. Nel mese di febbraio, compie il suo debutto nella squadra australiana di Fed Cup, dove viene ancora sconfitta da Cibulková e rimedia un infortunio al gomito destro che la tiene fuori dal circuito per il resto dell'anno.
Dopo due stagioni di ripresa, nel 2019 ottiene la sua vittoria più importante della carriera. Riceve una wildcard per il Brisbane International 2019 e sconfigge al primo turno la numero 10 del mondo Dar'ja Kasatkina al tie-break del terzo set, conquistando la sua prima vittoria contro una giocatrice compresa nella top 10 del ranking mondiale; nel secondo turno, viene sconfitta dalla ucraina Lesja Curenko. Agli Australian Open 2019 raggiunge il suo miglior risultato in un torneo del Grande Slam; nel primo turno batte la qualificata Paula Badosa e nel secondo turno la testa di serie numero 29 Donna Vekić, mentre al terzo turno cede alla numero 2 del mondo Angelique Kerber, terminando così la sua avventura. Nel mese di luglio, si infortunia nuovamente al gomito e resta inattiva per oltre un anno.
Fa il suo ritorno durante il tour australiano del 2021, dove ottiene il suo miglior risultato al Phillip Island Trophy 2021. Grazie ad una wildcard si spinge fino al tezo turno in seguito alle vittorie su Alizé Cornet e Ankita Raina, per poi soccombere dalla numero 4 del seeding Petra Martić. Questo sarà il suo ultimo torneo della stagione, facendo poi il suo ennesimo rientro nel gennaio 2022.
Agli Australian Open 2023 riesce ad ottenere una wildcard in seguito al ritiro di Venus Williams e la sfrutta nel migliore dei modi, battendo la primo turno la testa di serie numero 31 Kaia Kanepi, ottenendo la terza vittoria su una top 30 e la prima vittoria Slam dopo quattro anni. Prosegue la sua buona forma al Mérida Open 2023, dove partendo dalle qualificazioni riesce a raggiungere il suo primo quarto di finale WTA della carriera, uscita sconfitta dalla statunitense Caty McNally in due set. Al Monterrey Open 2023 raggiunge la seconda finale WTA in doppio della carriera insieme alla messicana Fernanda Contreras Gómez, dove ne esceono sconfitte dalla coppia colombiana Yuliana Lizarazo e María Paulina Pérez con il punteggio di 3-6, 7-5, [5-10]. In seguito ai suoi debutti agli Open di Francia 2023 e US Open 2023, rispettivamente come wildcard e lucky loser, e la semifinale raggiunta nel $100.000 di Tokyo, la Birrell compie il suo debutto nella top 100 del ranking WTA di singolare.
Raggiunge il secondo quarto di finale della carriera al Rothesay Open 2024, dove parte sempre dalle qualificazioni e poi soccombe dalla francese Diane Parry. Si qualifica per gli US Open 2024 e cede all'esordio dalla numero 24 del seeding Donna Vekić. Al Japan Women's Open Tennis 2024 raggiunge la sua prima finale WTA in singolare, superando prima le qualificazioni e poi sconfiggendo in serie la cinese Zheng Saisai, approfitta del ritiro della testa di serie numero 3 Elise Mertens, batte in serie le giovani promesse giapponesi Sara Saitō e Aoi Itō, per poi uscire sconfitta dalla olandese Suzan Lamens con il punteggio di 0-6, 4-6.

## Statistiche WTA

### Singolare

#### Sconfitte (1)
| Legenda              |
| -------------------- |
| Grande Slam (0)      |
| Argenti Olimpici (0) |
| WTA Finals (0)       |
| WTA Elite Trophy (0) |
| Dal 2021             |
| WTA 1000 (0)         |
| WTA 500 (0)          |
| WTA 250 (1)          |

| N. | Data            | Torneo                    | Superficie | Avversaria in finale | Punteggio |
| 1. | 20 ottobre 2024 | Japan Women's Open, Osaka | Cemento    | Suzan Lamens         | 0-6, 4-6  |

### Doppio

#### Sconfitte (2)
| Legenda               | Legenda      |
| --------------------- | ------------ |
| Grande Slam (0)       |              |
| Argenti Olimpici (0)  |              |
| WTA Finals (0)        |              |
| WTA Elite Trophy (0)  |              |
| Dal 2009 al 2020      | Dal 2021     |
| Premier Mandatory (0) | WTA 1000 (0) |
| Premier 5 (0)         | WTA 1000 (0) |
| Premier (0)           | WTA 500 (0)  |
| International (1)     | WTA 250 (1)  |

| N. | Data            | Torneo                       | Superficie | Partner            | Avversari in finale                  | Punteggio        |
| 1. | 16 gennaio 2016 | Hobart International, Hobart | Cemento    | Jarmila Wolfe      | Han Xinyun Christina McHale          | 3-6, 0-6         |
| 2. | 5 marzo 2023    | Monterrey Open, Monterrey    | Cemento    | Fernanda Contreras | Yuliana Lizarazo María Paulina Pérez | 3-6, 7-5, [5-10] |

### Doppio misto

#### Sconfitte (1)
| Legenda                 |
| ----------------------- |
| Australian Open (1)     |
| Open di Francia (0)     |
| Torneo di Wimbledon (0) |
| US Open (0)             |
| Argenti Olimpici (0)    |

| N. | Anno            | Torneo                     | Superficie | Compagno           | Avversari in finale       | Punteggio        |
| 1. | 24 gennaio 2025 | Australian Open, Melbourne | Cemento    | John-Patrick Smith | Olivia Gadecki John Peers | 6-3, 4-6, [8-10] |

## Statistiche ITF

### Singolare

#### Vittorie (7)
| Torneo $100.000 (0) |
| Torneo $80.000 (0)  |
| Torneo $75.000 (0)  |
| Torneo $60.000 (5)  |
| Torneo $50.000 (0)  |
| Torneo $40.000 (0)  |
| Torneo $25.000 (2)  |
| Torneo $15.000 (0)  |

| N. | Data              | Torneo                                                   | Superficie | Avversaria in finale | Score            |
| 1. | 1º ottobre 2017   | Brisbane Tennis International, Brisbane                  | Cemento    | Asia Muhammad        | 4–6, 6–3, 6–2    |
| 2. | 28 settembre 2018 | Darwin Tennis International, Darwin                      | Cemento    | Ellen Perez          | 6–3, 6–3         |
| 3. | 30 ottobre 2022   | City of Playford Tennis International, Città di Playford | Cemento    | Maddison Inglis      | 3-6, 7-5, 6-4    |
| 4. | 12 febbraio 2023  | Orlando USTA Pro Circuit Event, Orlando                  | Cemento    | Rebecca Peterson     | 6-3, 6-0         |
| 5. | 9 luglio 2023     | Cantanhede Ladies Open, Cantanhede                       | Sintetico  | Arina Rodionova      | 4-6, 6-3, 6-1    |
| 6. | 12 maggio 2024    | Fukuoka International Women's Cup, Fukuoka               | Sintetico  | Emina Bektas         | 6-2, 6-4         |
| 7. | 9 febbraio 2025   | Brisbane QTC Tennis International, Brisbane              | Cemento    | Maddison Inglis      | 6-2, 4-6, 7-6(2) |

#### Sconfitte (5)
| Torneo $100.000 (0) |
| Torneo $80.000 (0)  |
| Torneo $75.000 (0)  |
| Torneo $60.000 (0)  |
| Torneo $50.000 (0)  |
| Torneo $40.000 (0)  |
| Torneo $25.000 (4)  |
| Torneo $15.000 (1)  |

| N. | Data              | Torneo                                                     | Superficie | Avversaria in finale | Score            |
| 1. | 15 marzo 2015     | Mildura Grand Tennis International, Mildura                | Erba       | Alison Bai           | 3-6, 3-6         |
| 2. | 25 ottobre 2015   | Brisbane Tennis International, Brisbane                    | Cemento    | Priscilla Hon        | 4-6, 3-6         |
| 3. | 24 settembre 2017 | Penrith Tennis International, Penrith                      | Cemento    | Olivia Rogowska      | 2-6, 4-6         |
| 4. | 24 luglio 2022    | Figueira da Foz International Ladies Open, Figueira da Foz | Cemento    | Jamie Loeb           | 5-7, 4-6         |
| 5. | 9 ottobre 2022    | Cairns Tennis International, Cairns                        | Cemento    | Priscilla Hon        | 6-4, 6(6)-7, 4-6 |

### Doppio

#### Vittorie (2)
| Torneo $100.000 (1) |
| Torneo $80.000 (0)  |
| Torneo $75.000 (0)  |
| Torneo $60.000 (0)  |
| Torneo $50.000 (0)  |
| Torneo $40.000 (0)  |
| Torneo $25.000 (0)  |
| Torneo $15.000 (1)  |

| N. | Data              | Torneo                                        | Superficie | Compagna        | Avversarie in finale              | Score               |
| 1. | 28 settembre 2015 | Tweed Heads Tennis International, Tweed Heads | Cemento    | Tammi Patterson | Dalma Gálfi Priscilla Hon         | 6(3)–7, 6–3, [10–8] |
| 2. | 28 aprile 2024    | Ando Securities Open, Tokyo                   | Cemento    | Jang Su-jeong   | Aleksandra Krunić Arina Rodionova | 7-5, 3-6, [10-8]    |

#### Sconfitte (5)
| Torneo $100.000 (1) |
| Torneo $80.000 (0)  |
| Torneo $75.000 (0)  |
| Torneo $60.000 (1)  |
| Torneo $50.000 (0)  |
| Torneo $40.000 (0)  |
| Torneo $25.000 (3)  |
| Torneo $15.000 (0)  |

| N. | Data              | Torneo                               | Superficie | Compagna           | Avversarie in finale            | Score               |
| 1. | 15 luglio 2017    | Winnipeg Challenger, Winnipeg        | Cemento    | Caroline Dolehide  | Hiroko Kuwata Valerija Savinych | 4-6, 6(4)-7         |
| 2. | 22 luglio 2017    | Challenger de Gatineau, Gatineau     | Cemento    | Emily Webley-Smith | Hiroko Kuwata Valerija Savinych | 6-4, 3-6, [5-10]    |
| 3. | 28 settembre 2018 | Darwin Tennis International, Darwin  | Cemento    | Katy Dunne         | Rutuja Bhosale Hiroko Kuwata    | 2-6, 4-6            |
| 4. | 14 maggio 2022    | Nottingham Tennis Centre, Nottingham | Cemento    | Alexandra Osborne  | Naiktha Bains Maia Lumsden      | 6-3, 6(5)-7, [9-11] |
| 5. | 5 maggio 2024     | Kangaroo Cup, Gifu                   | Cemento    | Rebecca Marino     | Liang En-shuo Tang Qianhui      | 0-6, 3-6            |

## Vittorie contro giocatrici Top 10
| Stagione | 2019 | 2020 | 2021 | 2022 | 2023 | 2024 | 2025 | Totale |
| -------- | ---- | ---- | ---- | ---- | ---- | ---- | ---- | ------ |
| Vittorie | 1    | 0    | 0    | 0    | 0    | 0    | 1    | 2      |

| #    | Giocatrice       | Ranking | Evento                           | Superficie | Turno | Punteggio        | Rank. KBR |
| ---- | ---------------- | ------- | -------------------------------- | ---------- | ----- | ---------------- | --------- |
| 2019 |                  |         |                                  |            |       |                  |           |
| 1.   | Dar'ja Kasatkina | 10      | Brisbane International, Brisbane | Cemento    | 1T    | 5-7, 6-4, 7–6(3) | 283       |
| 2025 |                  |         |                                  |            |       |                  |           |
| 2.   | Emma Navarro     | 8       | Brisbane International, Brisbane | Cemento    | 2T    | 7-5, 7-5         | 113       |